# Bishopsgate (Metropolitano de Londres)
A Estação de Bishopsgate era uma estação ferroviária que se localizava em Shoreditch High Street (A10), em Londres. A estação foi inaugurada como Shoreditch pela Concelhos Ferroviária Oriental (ECR) em 1 de Julho de 1840 para servir como seu novo terminal permanente quando a ferrovia fosse estendida para oeste a partir de uma anterior em Devonshire Street, perto de Mile End. A estação foi renomeada para Bishopsgate em 27 de Julho de 1847.